# Eduard Heis
Eduard Heis (Colonia, 18 de febrero de 1806 - Münster, 30 de junio de 1877) fue un matemático y astrónomo alemán.

## Semblanza
Heis completó su educación en la Universidad de Bonn en 1827 (por entonces enseñaba matemáticas en una escuela de Colonia). En 1832 fue profesor en Aquisgrán, donde permaneció hasta 1852, cuando fue nombrado por el rey Federico Guillermo IV miembro de la Academia de Münster. En 1869 fue elegido rector de la Academia.
Durante su período en la academia realizó una serie de observaciones del cielo nocturno, incluyendo la Vía Láctea, la luz zodiacal, las estrellas y los meteoroides. La mayoría de estos trabajos fueron editados en las publicaciones siguientes:
- Atlas Coelestis Novus, Cologne, 1872.
- Zodiakal-Beobachtungen.
- Sternschnuppen-Beobachtungen.
- De Magnitudine, 1852.

Su atlas de estrellas, basado en el Uranometria Nova, contribuyó a definir las fronteras de las constelaciones en el cielo del norte. Sus otras publicaciones incluyeron un tratado sobre los eclipses durante la guerra del Peloponeso, el cometa Halley, y algunos libros de texto matemáticos.
También fue la primera persona en llevar un registro de la lluvia de meteoros Perseidas en 1839, dando un índice horario de 160. Desde entonces, los observadores han registrado cada año este índice horario.

## Premios y honores
- Orden del águila Roja, 1870.
- Doctor honoris causa por la Universidad de Bonn, 1852.
- Miembro Extranjero Asociado de la Real Sociedad Astronómica de Londres, 1874.
- Miembro Honorario de la Academia Leopoldina, 1877.
- Miembro Honorario de la Sociedad Científica de Bruselas, 1877.

## Eponimia
- El cráter lunar Heis lleva este nombre en su memoria.